# Hiromu Shinozuka
Pour les articles homonymes, voir Shinozuka.
Hiromu Shinozuka (篠塚 ひろむ, Shinozuka Hiromu), née le 27 mars 1979 à Koga (préfecture de Fukuoka), au Japon, est une mangaka, auteur de shōjo manga.
Elle est principalement connue pour être l'auteur, en 2001, de Mirumo, qui reçoit le Prix Kôdansha en 2003 et le Prix Shōgakukan en 2004. Le manga a par ailleurs été adapté en anime dès 2002, anime qui reçoit l'année suivante le prix TV Tokyo du meilleur nouveau programme télévisuel. 

## Publications
- Takkyū Shōjo (prépublié chez Ciao, un magazine de Shôgakukan)
- Chenge!
- Koisuru purin
- Mirumo
- Chibi Devil
- Aisuru purin![1]